# コウナガカワスナガニ属
コウナガカワスナガニ属（コウナガカワスナガニぞく、学名: Moguai）は、スナガニ上科・ムツハアリアケガニ科の属。本属は東アジアから東南アジアにかけて３種が分布し、日本には南西諸島にコウナガカワスナガニとヨウナシカワスナガニの2種が生息する。
コウナガカワスナガニ属は、1999年にMoguai aloutosをタイプ種として、ムツハアリアケガニ属（Camptandrium）より分離・新設された。
いずれも甲幅5-6mm、甲長7mm未満の小さなカニ。鋏脚も小さい。河口近くの汽水域の礫混じりの底質に生息する。
以下の3種が知られる。
Moguai elongatum (Rathbun, 1931), コウナガカワスナガニ　
奄美大島・西表島：中国南部に分布。前側縁に明瞭な歯がある。
Moguai pyriforme Naruse, 2005, ヨウナシカワスナガニ　
前種に比べて前側縁は平滑で、甲の形は洋ナシ型をしている。奄美大島、加計呂麻島、沖縄島から知られ、この地域の固有種と考えられる。加計呂麻島での観察では春に繁殖する。
Moguai aloutos Tan and Ng 1999　　
シンガポール、マレーシアから知られている。
コウナガカワスナガニとヨウナシカワスナガニは、鹿児島県の指定希少野生動植物に指定され、採集が禁止されている。